# Houston Rockets 1978-1979
La stagione 1978-79 degli Houston Rockets fu la 12ª nella NBA per la franchigia.
Gli Houston Rockets arrivarono secondi nella Central Division della Eastern Conference con un record di 47-35. Nei play-off persero al primo turno con gli Atlanta Hawks (2-0).

## Roster
| N°  | Naz.                   | Ruolo | Sportivo         | Anno | Alt. | Peso |
| --- | ---------------------- | ----- | ---------------- | ---- | ---- | ---- |
| 00  | Stati Uniti (bandiera) | G     | Slick Watts      | 1951 | 185  | 79   |
| 2-4 | Stati Uniti (bandiera) | A     | Rick Barry       | 1944 | 201  | 93   |
| 10  | Stati Uniti (bandiera) | G     | Mike Dunleavy    | 1954 | 191  | 82   |
| 12  | Stati Uniti (bandiera) | A     | E.C. Coleman     | 1950 | 203  | 102  |
| 13  | Stati Uniti (bandiera) | AC    | Dwight Jones     | 1952 | 208  | 95   |
| 14  | Stati Uniti (bandiera) | GA    | Mike Newlin      | 1949 | 193  | 91   |
| 15  | Stati Uniti (bandiera) | AC    | Tom Barker       | 1955 | 211  | 102  |
| 22  | Stati Uniti (bandiera) | A     | Alonzo Bradley   | 1953 | 198  | 86   |
| 23  | Stati Uniti (bandiera) | G     | Calvin Murphy    | 1948 | 175  | 75   |
| 24  | Stati Uniti (bandiera) | C     | Moses Malone     | 1955 | 208  | 98   |
| 44  | Stati Uniti (bandiera) | A     | Jacky Dorsey     | 1954 | 201  | 104  |
| 45  | Stati Uniti (bandiera) | A     | Rudy Tomjanovich | 1948 | 203  | 99   |
| 50  | Stati Uniti (bandiera) | GA    | Robert Reid      | 1955 | 203  | 93   |

## Staff tecnico
- Allenatore: Tom Nissalke
- Vice-allenatore: Del Harris